# 拉普拉斯-斯蒂尔切斯变换
拉普拉斯-斯蒂尔切斯变换得名于皮埃尔-西蒙·拉普拉斯与汤姆斯·斯蒂尔吉斯，是与拉普拉斯变换相似的积分变换。对于实值函数，其是斯蒂尔吉斯量的拉普拉斯变换，但通常是为在巴拿赫空间中取值的函数定义的。它在许多数学领域中都有应用，如泛函分析和概率论。

## 实值函数
实值函数g的拉普拉斯-斯蒂尔切斯变换由下列形式的勒贝格-斯蒂尔切斯积分给出：
{\displaystyle \int e^{-sx}\,dg(x)}
s为复数。与通常的拉普拉斯变换不同，根据积分域不同，得到的变换也不同。而且为了定义积分，还要要求g在积分域内有界变差。最常见的是
- 双边拉普拉斯-斯蒂尔切斯变换：{\displaystyle \{{\mathcal {L}}^{*}g\}(s)=\int _{-\infty }^{\infty }e^{-sx}\,dg(x).}
- 单边拉普拉斯-斯蒂尔切斯变换：{\displaystyle \{{\mathcal {L}}^{*}g\}(s)=\lim _{\varepsilon \to 0^{+}}\int _{-\varepsilon }^{\infty }e^{-sx}\,dg(x).}为确保变换能捕捉到{g(x)}在{x = 0}时可能出现的跃变，就像使狄拉克δ函数的拉普拉斯变换有意义一样，极限是必要的。
- 更一般的变换可在复平面上对等值线进行积分得到；参见Zhavrid 2001。

标量值函数的拉普拉斯-斯蒂尔吉斯变换，由此可以定义为斯蒂尔切斯量度的拉普拉斯变换的特例。即
{\displaystyle {\mathcal {L}}^{*}g={\mathcal {L}}(dg).}
特别是，它与通常的拉普拉斯变换有许多相同的性质。例如，卷积定理成立：
{\displaystyle \{{\mathcal {L}}^{*}(g*h)\}(s)=\{{\mathcal {L}}^{*}g\}(s)\{{\mathcal {L}}^{*}h\}(s).}
通常只考虑s的实部，不过如对给定实值s = σ，存在适当的勒贝格积分，则对于re(s) ≥ σ的所有复数s，积分也同样存在。
拉普拉斯-斯蒂尔切斯变换很自然地出现在下面的情形中。若X是累积分布函数为F的随机变量，则拉普拉斯-斯蒂尔切斯变换可由期望给出：
{\displaystyle \{{\mathcal {L}}^{*}F\}(s)=\mathrm {E} \left[e^{-sX}\right].}
因此，实值随机变量累积分布函数的拉普拉斯-斯蒂尔切斯变换等于随机变量的矩生成函数，只是参数的符号相反。

## 向量测度
实值函数的拉普拉斯-斯蒂尔切斯变换是应用于相关斯蒂尔切斯量的拉普拉斯变换的特例，而传统的拉普拉斯变换不能处理向量测度：在巴拿赫空间中取值的测度。然而，在偏微分方程、调和分析与概率论研究中出现的半群则非常重要。最重要的半群分别是热传导半群、黎曼-刘维尔半群和布朗运动及其他无限可分过程。
令g为[0,∞)到巴拿赫空间X的函数，在每个有限区间上都是强有界变差。这意味着，对于每个固定的子区间[0,T]都有
{\displaystyle \sup \sum _{i}\left\|g(t_{i})-g(t_{i+1})\right\|_{X}<\infty }
其中，上确界取自[0,T]的所有部分
{\displaystyle 0=t_{0}<t_{1}<\cdots <t_{n}=T.}
关于向量测度dg的斯蒂尔切斯积分
{\displaystyle \int _{0}^{T}e^{-st}dg(t)}
定义为黎曼–斯蒂尔切斯积分。事实上，若π是区间[0,T]的有标部分，划分为0 = t0 ≤ t1 ≤ ... ≤ tn = T，分界点{\displaystyle \tau _{i}\in [t_{i},t_{i+1}]}与网格大小{\displaystyle |\pi |=\max \left|t_{i}-t_{i+1}\right|}，则黎曼-斯蒂尔切斯积分定义为极限值
{\displaystyle \lim _{|\pi |\to 0}\sum _{i=0}^{n-1}e^{-s\tau _{i}}\left[g(t_{i+1})-g(t_{i})\right]}
取自X上的拓扑。强约束变化假设保证了收敛。
若在X的拓扑中，极限
{\displaystyle \lim _{T\to \infty }\int _{0}^{T}e^{-st}dg(t)}
存在，则极限值就是g的拉普拉斯-斯蒂尔切斯变换。

## 相关变换
拉普拉斯-斯蒂尔切斯变换与很多积分变换密切相关，如傅里叶变换和拉普拉斯变换。特别注意：
- 若g可导，则g的拉普拉斯-斯蒂尔切斯变换就是g'的拉普拉斯变换{\displaystyle \{{\mathcal {L}}^{*}g\}(s)=\{{\mathcal {L}}g'\}(s),}
- 可用以下方法得到g的'傅立叶–斯蒂尔切斯变换（根据上面的注释，还可得到g的傅立叶变换）{\displaystyle \{{\mathcal {F}}^{*}g\}(s)=\{{\mathcal {L}}^{*}g\}(is),\qquad s\in \mathbb {R} .}

## 概率分布
若X是连续随机变量，累积分布函数为F(t)，则X矩的可用下式来计算
{\displaystyle \operatorname {E} [X^{n}]=(-1)^{n}\left.{\frac {d^{n}\{{\mathcal {L}}^{*}F\}(s)}{ds^{n}}}\right|_{s=0}.}

### 指数分布
对于比例参数为λ的指数分布随机变量Y，LST为
{\displaystyle {\widetilde {Y}}(s)=\{{\mathcal {L}}^{*}F_{Y}\}(s)=\int _{0}^{\infty }e^{-st}\lambda e^{-\lambda t}dt={\frac {\lambda }{\lambda +s}}}
由此可算出前三阶矩分别为1/λ、2/λ2、6/λ3。

### 爱尔朗分布
对于符合爱尔朗分布（即n个指数分布之和）的Z，可以利用独立随机变量之和的概率分布等于概率分布的卷积这一事实。因此，若
{\displaystyle Z=Y_{1}+\cdots +Y_{n}}
其中Yi互相独立，则
{\displaystyle {\widetilde {Z}}(s)={\widetilde {Y}}_{1}(s)\cdots {\widetilde {Y}}_{n}(s)}
因此若Z服从爱尔朗分布，
{\displaystyle {\widetilde {Z}}(s)=\left({\frac {\lambda }{\lambda +s}}\right)^{n}.}

### 均匀分布
对于在(a,b)上服从均匀分布的U，变换为
{\displaystyle {\widetilde {U}}(s)=\int _{a}^{b}e^{-st}{\frac {1}{b-a}}dt={\frac {e^{-sa}-e^{-sb}}{s(b-a)}}.}